# مرگ مایکل جکسون
مایکل جکسون در خانه‌ای اجاره شده در «بلوار نورت کارل وود» در منطقهٔ «بورلی هیلز لوس آنجلس» در ۲۵ ژوئن ۲۰۰۹ درگذشت. مرگ او در اثر سکتهٔ قلبی اتفاق افتاد. دو ماه بعد از مرگ جکسون، پزشکی قانونی لس آنجلس مرگ او را قتل معرفی کرد.
جکسون در روز تمرین کنسرتش تنها چند هفته قبل از آغاز تور درگذشت. «این آخرش است» نام این مجموعه کنسرت‌ها بود که «بزرگ‌ترین بازگشت جهان» لقب گرفته بود. تعداد این کنسرت‌ها ابتدا ده عدد بود اما در نهایت مایکل که از نظر مالی آسیب‌پذیر گشته بود توسط بانیان تور تحت فشار قرار گرفت و با اجرای پنجاه کنسرت موافقت کرد، تمام یک میلیون بلیت نیز در حدود سه ماه قبل از مرگش و در یک روز به فروش رفتند.

درگذشت جکسون باعث غلیان و خروش ناگهانی احساسات جهانی و لبریز سوگ فراوانی در سراسر دنیا و همچنین قفل شدن بی سابقهٔ اینترنت در اکثر کشورهای جهان شد. فردای روز درگذشت مایکل، کنگره آمریکا که متشکل از نمایندگان و سناتورهای آمریکا است برای احترام به وی، ۱ دقیقه به صورت ایستاده سکوت کردند و در بیانیه‌ای، درگذشت وی را تسلیت گفتند و اضافه کردند:
«خدا را شکر می‌کنیم که به ما اجازه داد تا در زمان و مکانی زندگی کنیم که مایکل جکسون در آن زندگی می‌کرد».
خبر درگذشت مایکل تا مدت‌ها تیتر اصلی رسانه‌های تمام جهان بود. سایت‌هایی همانند گوگل و شبکه‌های مخابراتی پس از اعلام خبر مرگ مایکل به دلیل هجوم یک‌بارهٔ کاربران، برای چندین دقیقه از دسترس خارج یا دچار اختلال شدند. خبرگزاری‌های رسمی خبر از خودکشی حداقل ۱۲ نفر را در پی این واقعه دادند.
همچنین افراد سرشناس بسیاری همچون نلسون ماندلا، باراک اوباما، بیل کلینتون، مدونا و استیون اسپیلبرگ، درگذشت او را ویران‌کننده خواندند. شبکهٔ تلویزیونی وی‌اچ‌وان، مرگ جکسون را «تکان دهنده‌ترین لحظه در تاریخ صنعت موسیقی» خواند.
در ۷ ژوئیهٔ ۲۰۰۹ و ۱۲ روز بعد از مرگ جکسون، مراسم یادبودش در سالن استیپلز سنتر، جایی که جکسون دو روز قبل از مرگش در آن برای کنسرت‌هایش تمرین می‌کرد، با حضور بیش از دو میلیون نفر که تنها بخش کمی توانستند شرکت کنند برگزار شد. این مراسم از شبکه‌های تلویزیونی به صورت زنده پخش شد و بیش ۱ میلیارد نفر آن را تماشا کردند و به یکی از پربیننده‌ترین برنامه‌های تلویزیونی تاریخ تبدیل شد.
در سال ۲۰۱۰ اعلام شد که مایکل با سود ۲۷۵ میلیون دلار در یک سال پس از درگذشتش، پردرآمدترین انسان درگذشتهٔ جهان است. این در حالی بود که الویس پریسلی که در رتبهٔ بعد از مایکل بود، تنها ۶۰ میلیون دلار درآمد داشته‌است.
او پرفروش‌ترین هنرمند مردهٔ جهان نیز می‌باشد. ۵ ماه پس از درگذشت مایکل، مستندی موزیکال و کنسرتی از آنچه که او تنها ۲ روز قبل از مرگش بر روی صحنهٔ تمرین انجام داده بود به پردهٔ سینماها رفت و به پرفروش‌ترین مستند تاریخ، تبدیل شد.

## مقدمه

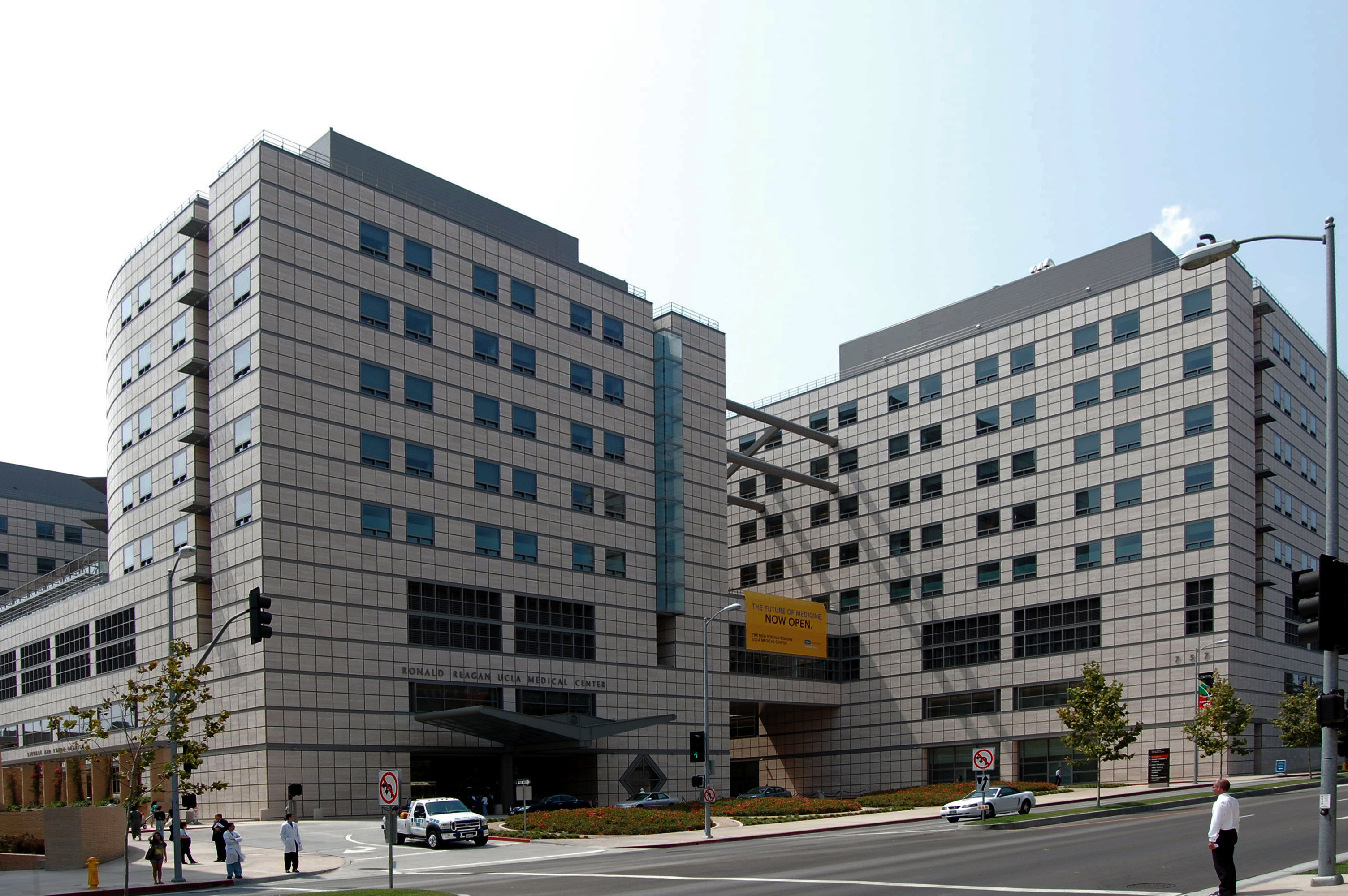
جکسون در ساعت ۱:۱۴ شب ۹ ژوئن ۲۰۰۹ به بیمارستان رونالد ریگان آورده شد.

مایکل جکسون در ماه سوم سال ۲۰۰۹ در کنفرانسی در شهر لندن، انگلستان اعلام کرد که از ماه ژوئیه (تقریباً ۴ ماه بعد) شروع به برگزاری ۵۰ کنسرت با نام «این آخرش است» می‌کند که ۶ ماه به طول می‌انجامد.
در دادگاهی که کاترین جکسون و فرزندان مایکل علیه شرکتAEG Live اقامه دعوا کرده بودند رندی فیلیپس اعتراف کرد که مایکل برای حضور در این کنفرانس آماده نبود و خود را در اتاق حبس کرده بود تا جایی که وی به مایکل سیلی زده و وی را مجبور به شرکت در کنفرانس کرده‌است.
مدتی بعد مایکل تمرین‌های رسمی این تور را به همراه عوامل آن در سالن استیپلز سنتر شهر لس‌آنجلس، آمریکا آغاز کرد.
به گفتهٔ برادر مایکل، جرمین جکسون و همچنین یکی از پزشکان مایکل که در دادگاه قتل مایکل در سال ۲۰۱۱ شهادت داد، مایکل در زمان برگزاری تور و بر اثر فشار زیاد کار دچار بی‌خوابی شدید می‌شد. جرمین جکسون گفت که در سایر زمان‌ها مایکل به راحتی می‌توانست بخوابد.
کانراد موری پزشک متخصص قلب و عروق از می ۲۰۰۹ و بعد از توافق با AEG LIVES به تیم مایکل جکسون اضافه شد. پس از مشخص شدن علت مرگ، رسانه‌ها از قول تیمAEG نوشتند مایکل جکسون اصرار به استخدام موری برای همراهی در تور لندن داشت اما در جریان دادگاه مشخص شد که مایکل حتی قرارداد استخدام او را هم امضا نکرده بود.
این دکتر به مدت ۲ ماه داروی بسیار قوی بی‌هوشی «پروپوفول» را برای درمان بی‌خوابی مایکل به او تزریق کرد. این در حالی بود که داوری پروپوفول یک داروی بیهوشی است و «به هیچ وجه» برای درمان بی‌خوابی از آن استفاده نمی‌شود. این دارو تنها در عمل‌های جراحی طولانی مدت به بیمار تزریق می‌شود و شرط تزریق آن به بیمار این است که یک نفر بدون وقفه مواظب بیمار باشد و شرایط فیزیکی او را تحت نظارت شدید داشته باشد. همچنین وسایل احیایی قلبی و تنفسی هم باید در کنار بیمار وجود داشته باشد تا در صورت بروز مشکل بیمار از مرگ نجات پیدا کند.

## شرح حادثه

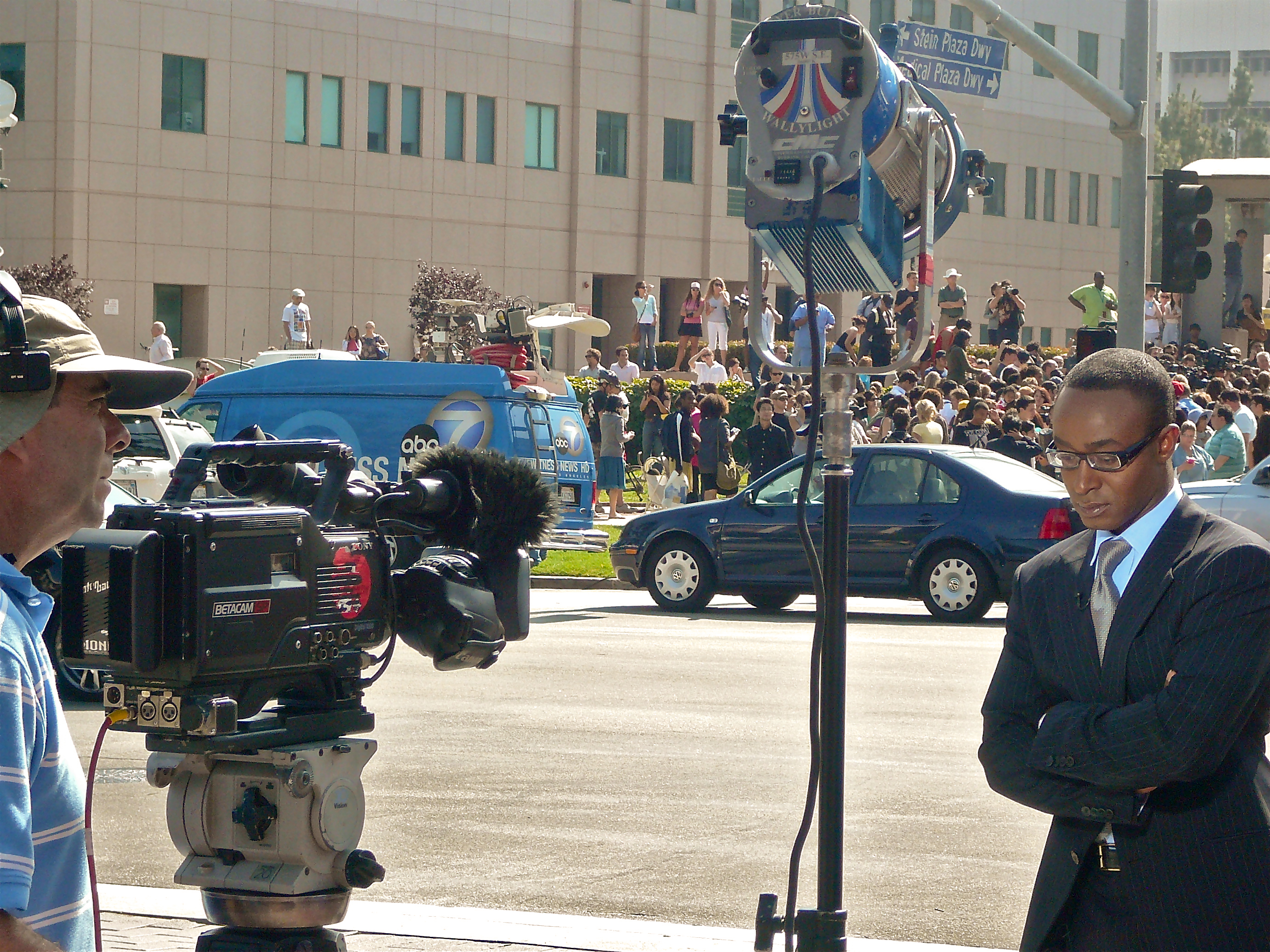
گزارشگر شبکهٔ خبری ان‌بی‌سی (NBC) در در ورودی مرکز پزشکی رونالد ریگان دانشگاه کالیفرنیا در لس آنجلس

مایکل جکسون در ۲۴ ژوئن ۲۰۰۹ (‎۳ تیر ۱۳۸۸) در ساعت ۶:۳۰ برای شروع تمرینات کنسرت‌های این آخرش است به ورزشگاه استیپلز سنتر واقع در شهر لس‌آنجلس می‌رسد. افراد حاضر در استیپلز سنتر مایکل را شاداب و پرانرژی توصیف کردند از جمله «اد آلونزو» Ed Alonzo، بازیگر، کمدین و شعبه‌باز معروف مکزیکی – آمریکایی به عنوان یکی از آخرین کسانی که مایکل جکسون را قبل از مرگ دیده بود، به خبرنگاران گفت: «مایکل دیروز حدود ساعت ۶:۳۰ عصر بود که برای تمرین به سالن استیپل رسید. در مورد التهاب حنجره‌اش کمی با بقیه شوخی کرد و در حوالی ساعت ۹ شب تمرین آواز را شروع کرد. خیلی عالی به نظر می‌رسید، انرژی زیادی داشت» تمرینات تا پاسی از شب ادامه داشت سپس مایکل برای خواب به خانه‌اش برگشت اما فردا آن روز دیگر بیدار نشد. مطابق گفتهٔ وکیل پزشک شخصی مایکل، کانرد موری بعدازظهر ۲۵ ژوئن به اتاق خواب مایکل رفت و او را در حالی که نفس نمی‌کشید پیدا کرد. نبض مایکل ضعیف بود و بدن او هنوز گرم بود. موری برای ۵ تا ۱۰ دقیقه تلاش کرد تا مایکل را به هوش بیاورد ولی موفق نشد. سپس سعی کرد تا با تلفن از مرکز فوریت‌های ۹۱۱ درخواست کمک کند اما هیچ تلفنی در خانه موجود نبود. موری در ادامه توضیح می‌دهد که به دلیل آن که نشانی دقیق منزل مایکل را هم نمی‌دانست، از تلفن همراه‌اش استفاده نکرد. موری با مأموران امنیتی مایکل نیز تماس گرفت اما هیچ پاسخی از طرف آن‌ها دریافت نکرد. سرانجام موری به طبقهٔ پایین خانه رفت و با فریاد درخواست کمک کرد و به آشپز گفت که مأموران امنیتی را به اتاق مایکل بیاورد. زمانی هم که ماموان امنیتی با ۹۱۱ تماس گرفتند، ۳۰ دقیقه از زمانی که موری مایکل را بدون تنفس بر روی تخت پیدا کرد گذشته بود.
در گزارشی که در ۲۶ ژوئن ۲۰۰۹ منتشر شد معلوم شد که کانراد موری، پزشک متخصص امراض قلبی، عملیات احیا و ماساژ قلبی (CPR) را بر روی تخت انجام داده‌است. همچنین موری یک دستش را پشت مایکل و دست دیگرش را بر روی قفسهٔ سینهٔ او قرار داد تا عملیات احیای قلبی را انجام دهد. این در حالی است که عملیات احیا و ماساژ قلبی در صورتی اثر بخش است که فرد ماساژ دهنده هر دو دستش را بر روی سینه فرد بیمار گذاشته باشد و بیمار هم بر روی سطحی سخت همانند زمین قرار گرفته باشد.
ادارهٔ آتش‌نشانی شهر لس‌آنجلس در ساعت ۱۲:۲۱:۰۴ بعد از ظهر به وقت محلی (۱۹:۲۱:۰۴ به وقت ساعت هماهنگ جهانی) تماسی را دریافت کرد و در ساعت ۱۲:۲۶ امدادگران مایکل را در حالی که نفس نمی‌کشید بر روی تختش پیدا کردند. امدادگران برای ۴۲ دقیقه عملیات احیای قلب مایکل را در خانهٔ او انجام دادند و سپس او را به بیمارستان منتقل کردند. وکیل موری توضیح داد که بدن مایکل در زمانی که از خانه‌اش به آمبولانس منتقل می‌شد دارای ضربان بود. اما امدادگران ادارهٔ آتش‌نشانی شهر لس‌آنجلس که به خانهٔ مایکل رفتند توضیح دادند که مایکل در زمان رسیدن آن‌ها در حالت ایست کامل قلبی قرار داشت (نبض نداشت) و در طول مسیر بیمارستان هم هیچ تغییری در او ظاهر نشد. آمبولانس در ساعت ۱:۱۴ بعد از ظهر به مرکز پزشکی رونالد ریگان دانشگاه کالیفرنیا در لس آنجلس رسید. یک تیم پزشکی متخصص در بیمارستان، عملیات احیای قلبی را حدود ۱ ساعت دیگر ادامه دادند اما موفقیتی حاصل نشد و سرانجام در ساعت ۲:۲۶ درگذشت مایکل جکسون به صورت رسمی اعلام شد.

## وضعیت سلامتی مایکل جکسون قبل از مرگ
زندگی‌نامه‌نویس، استکی براون توضیح می‌دهد که:
جکسون بسیار ضعیف شده بود و خیلی کم‌وزن بود». همچنین زندگی‌نامه‌نویس و خبرنگار، جی. رندی تارابورلی که از دههٔ ۷۰ میلادی یکی از دوستان مایکل جکسون بوده‌است می‌گوید که جکسون از اعتیاد به داروهای مسکّن خواب‌آور که از زمان اتهامات کودک آزاری سال ۱۹۹۳ از آن‌ها استفاده می‌کرد، رنج می‌برد.
همچنین متخصص پوست جکسون، آرنولد کلین تأیید کرد که مایکل جکسون از داروهایی که او برای بیماری‌های برص (ویتیلیگو یا پیسی) و لوپوس منتشر تجویز می‌کرد بیش از حد استفاده می‌کرد.
با این حال، کلین گفت که «مایکل وقتی سه روز قبل از مرگش به مطبم سر زد از نظر جسمی و روحی حالش خوب و نرمال بود؛ حتی برای بیمارهای دیگری که آنجا داشتم رقصید.»
«چریلین لی» Cherilyn Lee متخصص تغذیه‌ای که مدتی با تیم مایکل جکسون کار کرده بود گفت که او درخواست کرده بود برایش پروپوفول تهیه کند و توضیح داده بود که پزشکش به او اطمینان داده که بی‌خطر و فقط برای تنظیم خواب است. درخواستی که چریلین رد کرده بود. او همچنین گفت روز ۲۱ ژوئیه و با وجود اینکه دیگر در تیم مایکل جکسون کار نمی‌کرد، یکی از دستیاران مایکل با او تماس گرفته و گفته: «حال مایکل بد شده، یک طرف بدنش سرد و طرف دیگرش گرم است» که او از آنها خواسته فوراً مایکل را به بیمارستان برسانند.
مدارک پزشکی جکسون نشان می‌دهد که در طول عمرش در هیچ‌کدام از مراجعه‌های او به بیمارستان هیچ نشانه‌ای از اعتیادش به مواد مخدر و دارو یافت نمی‌شود.
همچنین دکتر کریستوفر راجرز از پزشکی قانونی وضع سلامت مایکل پیش از مرگ را برای یک مرد میانسال، «نسبتاً عالی» توصیف کرد و گفت که قلب وی کاملاً سالم بوده‌است. دکتر راجرز همچنین توضیح داد که وزن ۱۳۶ پوند (۶۱٫۷ کیلوگرم) برای فردی با قد ۵ فوت و ۹ اینچ (۱۷۵ سانتی‌متر) و در سن مایکل جکسون، طبیعی است.
در آزمایش سم‌شناسی که توسط پزشکی قانونی انجام شد، هیچ‌کدام از موادمخدر دِمِرول، مورفین، حشیش (ماری‌جوانا) و کوکایین در بدن مایکل یافت نشد. قرص‌های ضدافسردگی و حتی مشروبات الکلی نیز در خون وی پیدا نشد. پزشکی قانونی بیان کرد که تنها چند داروی خواب‌آور و داروی قوی بیهوشی «پروپوفول» در بدن مایکل بوده‌است.

## تحقیقات پیرامون علت مرگ

### کالبدشکافی
جسد مایکل جکسون برای بررسی بیشتر و کالبدشکافی، توسط هلیکوپتر از مرکز پزشکی رونالد ریگان به پزشکی قانونی لس‌آنجلس در ارتفاعات لینکلن حمل شد. کالبدشکافی اولیهٔ او برای روز جمعه ۲۶ ژوئن مقرر شده بود و مدت ۳ ساعت به طول انجامید. اما خانوادهٔ جکسون به دلیل ناگهانی بودن فوت مایکل و مبهم بودن علت آن، تقاضای کالبدشکافی مجدد نمودند. پس از کامل شدن کالبدشکافی اولیه، کریگ هاروی، محقق ارشد پزشکی قانونی گزارش داد که هیچ نشانی از اعمال جنایت بر بدن مایکل مشاهده نشده‌است.
نتایج نهایی کالبدشکافی بعد از انجام تست سم‌شناسی ۸ هفته طول کشید. در ۲۸ اوت ۲۰۰۹ و ۲ ماه بعد از مرگ جکسون، پزشکی قانونی لس‌آنجلس رسماً مورد مرگ مایکل جکسون را «قتل» معرفی کرد.
پزشکی قانونی اعلام کرد که ترکیبی از یک داروی بیهوش‌کنندهٔ قوی و چند داروی خواب‌آور به نام‌های «پروپوفول، میدازولام، لورازپام، دیازپام، والیوم، لیدوکائین، افدرین» در بدن جکسون پیدا شده و علت اصلی مرگ، مسمومیت ناشی از مقدار کشندهٔ داروی پروپوفول است که توسط چندین خواب‌آور قوی، اثر آن تشدید گردیده بود. پزشکان متخصص می‌گویند ترکیب این داروها، اثر هم افزایی دارد. پزشکی قانونی گزارش کامل کالبدشکافی را بنا به درخواست پلیس و بازپرس بخش قضایی به صورت محرمانه نگه‌داری می‌کند.
در ۱ اکتبر ۲۰۰۹ (‎۹ مهر ۱۳۸۸) بی‌بی‌سی گزارش داد که پزشکی قانونی حالت فیزیکی بدن مایکل را برای فردی به سن او، «تقریباً سالم» اعلام کرد و همچنین گفت که قلب او قوی بود. مطابق این گزارش پزشک قانونی، مهم‌ترین مشکل در سلامتی مایکل جکسون التهاب مزمن در ریه‌هایش بود که این امر هیچ دخالتی در مرگ او نداشت.

### علت مرگ

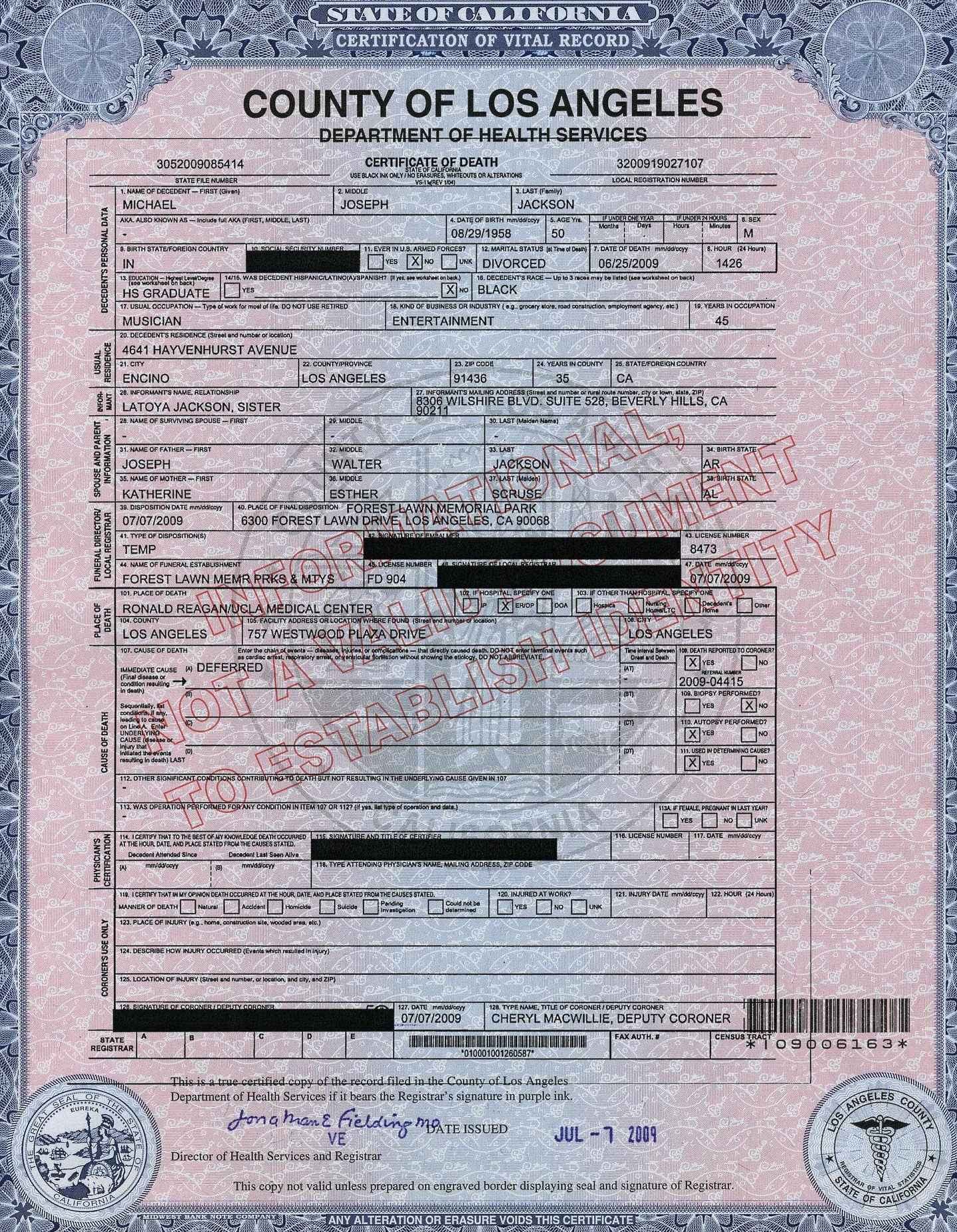
در گواهی فوت جکسون علت مرگ مشخص نیست

بسیاری از سازمان‌های خبری دربارهٔ انتشار اولیهٔ اخبار مرگ او بسیار محتاط بودند. گزارش شده که بعد از اینکه خانوادهٔ جکسون اشاره کردند که او بخاطر اُوِردُز دمرول (دارویی شبیه به مرفین) فوت کرده‌است، (این در حالی است چند هفتهٔ بعد پزشکی قانونی هیچ اثری از دمرول و مورفین و هرگونه داروی مخدر دیگری در بدن مایکل پیدا نکرد) پلیس در حال آماده شدن برای مصاحبه با پزشک شخصی مایکل جکسون است.
برادرم را به خاطر پول کشتند. او را کشتند چون مرده‌اش از زنده‌اش بیشتر می‌ارزید.— سخنان لاتویا جکسون، خواهر مایکل جکسون یک در مصاحبهٔ تلویزیونی، 
در گواهی فوت جکسون که در اینترنت نیز به‌طور غیرقانونی منتشر شد، علت مرگ عنوان نگردیده بود. اکنون پس از اعلام رسمی قتل وی توسط پزشکی قانونی، این گواهی اصلاح شده و در آن آمده که «تزریق توسط غیر» و «آسیبی مرگ بار» عامل قتل بوده‌است.
پس از اعلام علت مرگ مایکل جکسون، وکلای پزشک متهم به قتل غیرعمد مایکل جکسون عنوان کردند که مایکل با خوردن داروی پروپوفول خودکشی کرده‌است. این درحالی است که داروی پرپوفول دارویی وریدی است و حتماً باید به داخل رگ تزریق شود تا اثر کند و در صورت خورده شدن به سرعت دفع می‌شود. در سال ۲۰۱۱ در دادگاهی که برای رسیدگی به قتل مایکل جکسون برگزار شد وکلای موری گفتند که ادعای خودکشی مایکل دروغی بیش نبوده‌است و آن‌ها خودشان هم از ابتدا می‌دانستند.
تعدادی از اعضای خانواده جکسون همانند کاترین و لاتویا و همین‌طور همسر سابق مایکل، لیزا ماری پریسلی گفتند که مایکل بارها به آنها گفته‌است که او را برای تصاحب کاتالوگ چند صد میلیون دلاری‌اش به قتل خواهند رساند.
در سال ۲۰۱۱ دادگاهی در لس‌آنجلس، آمریکا کارنراد موری، پزشک شخصی جکسون را مقصر مرگ جکسون دانست و او را ۴ سال حبس در زندان (حداکثر مجازات) محکوم کرد. دکتر موری دارویی را به مایکل جکسون تجویز کرده که هرگز نمی‌باید از آن به عنوان داروی خواب‌آور استفاده شود. علاوه بر این موری پس از تزریق چنین داروی خطرناکی به مایکل جکسون او را به حال خود رها کرده تا به کارهای شخصی و خصوصی خود رسیدگی کند. موری پس از آنکه متوجه شرایط وخیم و نزدیک به مرگ مایکل جکسون شد، مدت‌ها از تماس با گروه امداد پزشکی اورژانس خودداری کرد: «در واقع به این صورت بود که مایکل جکسون که جان خود را به دست دکتر موری سپرده بود به خاطر سهل انگاری‌های او جان سپرد.»
در هنگام برگزاری همین دادگاه، وکیل‌های این دکتر سعی داشتند که مرگ جکسون را به دروغ، تقصیر خود جکسون یا پزشکان قبلی او بیندازند که معلوم شد دسیسه‌ای از طرف وکلای دکتر موری بوده‌است.
آزمایش‌ها سم‌شناسی روی بدن جکسون هیچ اعتیادی را گزارش نکرد و هیچ‌یک از متخصصانی که در دادگاه موری شهادت دادند، وی را به عنوان یک معتاد به مواد مخدر معرفی نکردند.

## مراسم یادبود
در روز ۷ ژوئیه ۲۰۰۹ (‎۱۶ تیر ۱۳۸۸) در مراسم عمومی یادبود مایکل جکسون که در لس‌آنجلس، کالیفرنیا برگزار شد و مملو از ابراز احساس توسط شرکت کنندگان و اجرا کنندگان بود، نزدیک به ۲ میلیون نفر از سراسر دنیا حاضر شدند. اما تنها ۲۰٬۰۰۰ نفر موفق به حضور در سالن مراسم شدند. همچنین این مراسم به صورت زنده توسط ۳ میلیارد نفر از طریق شبکه‌های جهانی مشاهده شد و به پربیننده‌ترین برنامهٔ سال ۲۰۰۹ و همچنین یکی از پربیننده‌ترین برنامه‌های تاریخ تلویزیون تبدیل شد.
دختر و پسر دکتر مارتین لوتر کینگ جونیور فقید، برنیس و مارتین لوتر کینگ سوم، و همین‌طور شیلا جکسون لی، از اعضای کنگرهٔ آمریکا در این مراسم حضور داشتند.

## خاکسپاری
مراسم خاکسپاری جکسون از ساعت ۷ بعد از ظهر به وقت سوم سپتامبر (۶:۳۰ صبح جمعه ۱۳ شهریور به وقت تهران) در غرب لس‌آنجلس و در گورستان «فارست لاون» برگزار شد. این درحالی است که در ابتدا قرار بود در ۲۹ آگوست (‎۷ شهریور) و هم‌زمان با سالروز تولد ۵۱ سالگی‌اش به خاک سپرده شود. در این مراسم خصوصی، ۲۰۰ نفر از اعضای خانواده و دوستان نزدیک جکسون از جمله الیزابت تیلور، لیزا ماری پریسلی حضور داشتند. مراسم با قرار دادن تاج طلایی توسط فرزندانش بر روی تابوت مایکل جکسون آغاز شد.
هزینهٔ برگزاری این مراسم خصوصی و همچنین آرامگاه وی، ۱ میلیون دلار بود.
این مراسم در فضای باز و در تدابیر امنیتی شدیدی برقرار شد و مأموران امنیتی مانع نزدیک شدن خبرنگاران و هواداران جکسون به محل برگزاری مراسم شدند. به همین دلیل این مراسم از تلویزیون پخش نشد.
قرار بود این مراسم در ساعت دو بامداد به وقت گرینویچ برگزار شود اما تقریباً با یک ساعت تأخیر آغاز شد.
دلیل تأخیر، دیر رسیدن خانوادهٔ جکسون بود که در کاروانی متشکل از ۳۱ وسیلهٔ نقلیه در حال حرکت به محل برگزاری مراسم بودند.
پس از شروع مراسم، برادران مایکل جکسون (رندی، جکی، تیتو، جرمین و مارلون) تابوت طلاکاری شده او را از نعش‌کش خارج کردند و بر روی سکویی قرار دادند.
هر پنج برادر، کت سیاه برتن داشتند، گل سرخ به سینه زده بودند و کراوات قرمز بسته بودند. آن‌ها همچنین به یاد برادرشان، یک دستکش سفید پولک دوزی شده بر دست داشتند.
مارلون، برادر مایکل به مجلهٔ پیپِل گفت که هر سه فرزند مایکل برای پدرشان نامه‌هایی نوشتند که همراه با یک دستکش پولک دوزی شده با پدرشان دفن شد. در این نامه‌ها نوشته شده بود: «بابا، ما عاشقت هستیم، دلمان برایت تنگ می‌شود».
مسئولان فارست لان می‌گویند از وقتی خانوادهٔ جکسون اعلام کردند که این قبرستان را برای دفن مایکل انتخاب نمودند، اقبال عمومی برای دفن مردگان در این مکان افزایش یافته‌است. مسئولان این گورستان در تأمین امنیت مردگان مشهور، خبره هستند. آرامگاه مایکل دور از دسترس مردم است و ورود به آن غیرممکن است.

### نحوه خاکسپاری
نحوهٔ خاکسپاری جکسون در حالی که در بعضی از خبرگزاری‌های شایعه‌پرداز، اسلامی معرفی شد، اسلامی نبود.
قبل مرگ جکسون، شایعهٔ دروغینی دربارهٔ مسلمان شدن این هنرمند سرشناس بر سر زبان‌ها بود. اگر چه این شایعهٔ از سوی خود جکسون تأیید یا تکذیب نشد، اما برادر او، جرمین جکسون پس از مرگش مایکل این شایعه را دروغ خواند و گفت:
با این که او هرگز مسلمان نشد اما به اسلام اعتماد داشت. اگر او به اسلام می‌گرایید، امروز زنده بود.

## دادگاه قتل مایکل جکسون
دادگاه محاکمهٔ دکتر کانراد موری به علت قتل ناخواستهٔ مایکل جکسون از ۲۷ سپتامبر ۲۰۱۱ آغاز شد و پس از ۶ هفته و برگزاری ۲۳ جلسه، در ۳ نوامبر ۲۰۱۱ پایان یافت. حکم دادگاه در روز ۷ نوامبر ۲۰۱۱ اعلام شد و براساس آن کانراد موری در مرگ مایکل جکسون مجرم شناخته شد. هم‌اکنون پروانهٔ طبابت این پزشک باطل شده‌است.
جلسهٔ تعیین میزان مجازات کانراد موری در ۲۹ نوامبر ۲۰۱۱ (‎۱۸ آبان ۱۳۹۰) برگزار شد و به ۴ سال حبس در زندان‌های ایالتی محکوم شد.

### فرضیه دادستان
فرضیهٔ دادستان این بود که کانراد موری در انجام وظایفش در برابر بیمارش کوتاهی فاحش انجام داده‌است. آن‌ها موارد کوتاهی را به صورت زیر نام بردند:
- کانراد موری چند لیتر پروپوفول (propofol) را برای درمان بی‌خوابی مایکل جکسون خرید و پس از چند ساعت تزریق داروهای خواب‌آور مختلف، سرانجام بیهوش‌کنندهٔ قوی پروپوفول را به مایکل تزریق کرد و سپس او را تنها گذاشت تا به دستشویی برود و از تلفنش استفاده کند. (داروی پروپوفول برای درمان بی‌خوابی نیست و از آن فقط در عمل‌های جراحی طولانی مدت و برای بی‌هوش کردن بیمار استفاده می‌شود. تزریق داروی پروپوفول تنها توسط متخصص بیهوشی و در بیمارستان انجام می‌شود و علائم حیاتی فرد بیهوش باید بدون وقفه تحت کنترل پزشک باشد)
- زمانی که کانراد موری متوجه وضعیت بد مایکل شد، به جای کمک به او و انجام عملیات احیای قلبی، به جمع‌آوری بطری‌های دارو و پاک‌سازی صحنه پرداخت.
- کانراد موری از مأمور امنیتی مایکل خواست تا به جای برقراری تماس با اورژانس، به او در جمع‌آوری بطری‌های دارو کمک نماید.
- کانراد موری زمانی که داروها را جمع کرد، شروع به دادن تنفس مصنوعی و ماساژ قلبی بر روی تختی که مایکل رویش خوابیده بود کرد. (این در حالی است که عملیات احیا و ماساژ قلبی در صورتی اثر بخش است که بیمار بر روی سطحی سخت همانند زمین قرار گرفته باشد)
- تأخیر ۳۰ دقیقه‌ای در تماس با مرکز فوریت‌های ۹۱۱. کانراد موری ۳۰ دقیقه بعد از زمانی که متوجه شد مایکل نفس نمی‌کشد و ضربان ندارد به اورژانس زنگ زد.
- زمانی که پزشکان امدادگر فوریت‌های ۹۱۱ به محل رسیدند، کانراد موری در جواب پزشکان اورژانس که از او در مورد علت ایست قلبی مایکل و داروهایی که به وی داده‌است می‌پرسیدند، سکوت کرد و چیزی از تزریق داروی پروپوفول به آن‌ها نگفت.

## بازتاب مرگ مایکل جکسون

### اینترنت و رسانه
پس از مرگ جکسون، اخبار مرگش در همان دقایق اولیه به‌سرعت در سطح اینترنت منتشر شد و به علت هجوم ناگهانی کاربران، بسیاری از وب سایت‌ها دچار مشکلات فنی شدند. گوگل اعلام کرد که بعد از افزایش ناگهانی جستجو برای «مایکل جکسون» دچار مشکلات فنی شد طوری‌که شرکت تصور کرد مورد حملهٔ هکرها قرار گرفته‌است. سخنگوی گوگل گفت: «بعضی از کاربران در سراسر جهان زمانی که برای دریافت اطلاعات راجع به مایکل جکسون جستجو می‌کردند به جای دریافت لینک‌های نتیجه با صفحات خطای اینترنتی روبه‌رو شدند.» نزدیک به ۴۰ درصد کل جستجوهای گوگل بعد از اعلام خبر مرگ مایکل جکسون مربوط به او بود. سایت تویتر نیز با سرازیر شدن تعداد رکوردشکنی از کاربران برای انتشار اخبار مرگ مایکل جکسون و ضبط ۵۰۰۰۰ توییت در عرض یک ساعت، دچار درهم شکستگی ناگهانی شد و برای حداقل یک‌بار از کار افتاد.
توییتر اعلام کرد: «همزمان با اعلام خبر مرگ مایکل جکسون، نام او در صدر جستجوهای این سایت قرار گرفت و این سایت بیشترین تبادل پیام بعد از انتخاب باراک اوباما به عنوان رئیس‌جمهور را داشت. میزان تبادل پیام‌ها در این سایت نزدیک به دوبرابر حالت عادی رسید. ترافیک به حدی بود که کارشناسان مجبور بودند تمام‌وقت کار کنند تا این سرویس (توئیتر) بتواند به فعالیت خود ادامه دهد.» همچنین شرکت «ای آی ام» سرویس اس‌ام‌اس ارائه شده توسط «آمریکا آنلاین» برای چهل دقیقه از کار افتاد. شرکت این شرایط را «لحظه‌ای جاودانه در تاریخ اینترنت» نامید و اضافه کرد «تا به حال موردی با این وسعت و عمق ندیده بودیم.» مدیر شرکت AT&T نیز اعلام کرد: «خبر مرگ مایکل جکسون بالاترین ترافیک پیامکیِ تاریخ را برای این شرکت به همراه داشت. طبق آمار ارائه شده در هر ثانیه نزدیک به ۶۵ هزار پیام کوتاه در بین طرفداران این هنرمند رد و بدل می‌شد.»
سایت AOL هم اعلام کرد به دلیل استقبال بی‌نظیر کاربران اینترنتی از سرویس مسنجر این سایت، این سرویس به مدت ۴۰ دقیقه کاملاً از کار افتاد. سخنگوی این سایت در گفتگو با لس‌آنجلس تایمز گفت: «ما تاکنون چنین چیزی را در تاریخ فعالیت اینترنتی خود شاهد نبودیم.»
یک صفحه خاص نیز در فیس‌بوک با هدف احترام و یاد بود مایکل جکسون به وجود آمد که در همان چند ساعت اول نزدیک به ۱ میلیون نفر طرفدار را جذب خود کرد. این صفحه در فیس‌بوک اولین تا ۲ سال بعد از مرگ مایکل جکسون نیز پرطرفدارترین صفحهٔ یک انسان در فیس‌بوک بود.
سایت یاهو نیوز نیز با جذب ۱۶٫۴ میلیون نفر بازدیدکننده در یک روز رکورد بازدیدهای خود را شکست. سخنگوی این سایت در گفتگو با فاکس نیوز گفت: «رکورد قبلی ما نزدیک به ۱۵٫۱ میلیون بازدیدکننده در طی یک روز بود که مربوط به روز انتخابات آمریکا بود. مطلب مربوط به مرگ مایکل جکسون در سایت یاهو بیشترین تعداد کلیک کردن را در طول تاریخ فعالیت یاهو را داشته‌است.»
ویکی‌پدیا نیز اختلالات فنی را به علت ویرایش‌های بیشمار و انباشتگی بیش از حد کاربران تجربه کرد.
آخرین باری که اینترنت به دلیل هجوم کاربران با مشکل روبه‌رو شده بود بعد از فاجعه ۱۱ سپتامبر و فروریختن برج‌های مرکز تجارت جهانی در سال ۲۰۰۱ (۱۳۸۰ ه‍.ش) بود.
در ایران نیز، مرگ مایکل جکسون باعث تحت تأثیر قرار گرفتن پوشش اخبار مربوط به اعتراضات به نتایج انتخابات ریاست جمهوری ۱۳۸۸ شد و موضوع اعتراضات ایران به حاشیه رفت.
در سال ۲۰۱۶، رکوردهای جهانی گینس اعلام کرد که مقالهٔ مایکل جکسون در ویکی‌پدیا انگلیسی رتبهٔ پنجم «پرویرایش‌ترین مقالهٔ تاریخ ویکی‌پدیا» را دارد. مقالهٔ مایکل تنها مقالهٔ مربوط به یک هنرمند است که در بین ۱۰ مقالهٔ پرویرایش ویکی‌پدیا قرار گرفت. دیگر مقاله‌های پرویرایش ویکی‌پدیا عبارتند از: جرج دبلیو بوش، ایالات متحده آمریکا، ویکی‌پدیا، عیسی مسیح، کلیسای کاتولیک، باراک اوباما و آدولف هیتلر.

### رکورد فروش
در ساعات بعد از مرگ جکسون فروش آثار او به‌شدت افزایش یافت. تریلر به جایگاه نخست جدول «آمریکن آی تون» موزیک دست یافت، و ۸ آلبوم دیگر وارد ۴۰ اثر برتر شدند. در بریتانیا، جایی که جکسون باید تا کمتر از سه هفتهٔ دیگر کنسرت اجرا می‌کرد، ۱۴ آلبوم او به جایگاه ۲۰ اثر برتر جدول فروش (با آلبوم غیر معمول در جایگاه نخست) رسید. نه عدد از آلبوم‌های او در جدول ۱۰ اثر برتر آی تونز وارد شدند که عبارتند از: دلهره آور، بد، خطرناک و… در فروشگاه آی تونز بریتانیا در ۲۶ ژوئن، سی و نه عدد از تک‌آهنگ‌های جکسون در لیست ۱۰۰ اثر برتر (به علاوهٔ پنج ترانه از جکسون ۵) بودند. هشت عدد از آلبوم‌های او در رده‌های نخست ۱۰ آلبوم دانلود شدهٔ برتر قرار گرفته و پنج ویدئوی برتر نیز از آن ویدئوهای جکسون شد. علاوه بر این‌ها او با آهنگ «مردی در آینه» وارد ۱۰ اثر برتر دانلود شده بود.
کمتر از چهار ماه قبل از مرگ جکسون، ایان هالپرین یکی از کسانی که به نوشتن زندگی‌نامهٔ او اقدام کرده بود افشا کرد که جکسون مجموعه‌ای حاوی بیش از ۱۰۰ آلبوم داشت که قرار بود بعد مرگ او برای حمایت از فرزندانش منتشر بشود.
در یک حراجی در نیویورک یادگاری‌های باقی‌مانده از جکسون به فروش رفت. این یادگاری‌ها اغلب با قیمتی بیش از حد تعیین شده فروخته شد. یک لنگه دستکش جکسون که با الماس تزئین شده‌است در این حراجی با قیمت چهارصد هزار دلار یعنی در حدود ۹ برابر قیمت تعیین شده فروخته شد. به گفته یکی از مسئولان این حراجی این میزان قیمت رکورد فروش یادگاری‌های الویس پریسلی و مریلین مونرو را شکست.

## پس از مرگ
بعد از مرگ جکسون، بیشترین میزان فروش آلبوم در سال ۲۰۰۹ از آن او شد. آلبوم‌هایش تنها درآمریکا بیش از نه میلیون نسخه (از ۳۵ میلیون نسخه‌ای که در جهان فروخته شده بود) فروش رفت.
از نلسون ماندلا که فقدان مایکل را ضرری برای جهان توصیف کرد تا باراک اوباما و شهردار ریودوژانیرو، مردم کره‌جنوبی، کودکان فیلیپین، یمن و بوداپست، و حتی طرفدارانش در ترکیه که برایش مراسم یادبودی اسلامی برگزار کردند. تمام کسانی که روزی مایکل خطاب به آن‌ها گفت: «روزانه می‌شنویم که ملت‌ها در حال صدمه زدن به همدیگر هستند، همسایه‌ها دارند به هم آسیب می‌رسانند، خانواده‌ها همدیگر را آزار می‌دهند و کودکان، یکدیگر را می‌کشند. ما باید یاد بگیریم که زندگی کنیم و به هم عشق بورزیم پیش از آنکه خیلی دیر شود. ما باید به این وضع خاتمه دهیم. باید دست از تبعیض برداریم و از زندگی با ترس از همسایه‌های خودمان دست بکشیم.»
از اودسا تا بروکسل و دیگر شهرهای جهان، هواداران مایکل اجتماعات یادبود خود را برگزار کردند و مجلس نمایندگان آمریکا به احترام یاد وی سکوت کرد.
در ژاپن، جایی که جکسون دارای موقعیتی همانند بت و آیکون بود، سخنگوی ارشد دولت و سایر وزرا، تسلیت خود را ابراز کردند. وزیر امور داخلی و ارتباطات تسوتومو هاتابه خبرنگاران گفت: "از وقتی که وی عضو جکسون فایو بود، وی را تماشا کردم، و الان غمگین و ناراحت هستم." "یاسوکازو همادا، وزیر دفاع گفت که جکسون با موسیقی خود به ساختن نسلی اعتبار داده‌است، او سوپر استار بود. این یک فقدان بسیار غم انگیز است. اما خارق العاده است که وی توانست رؤیاهای بسیار و امید زیادی به مردم جهان بدهد. "

در انگلستان سخنگوی نخست‌وزیر گوردون براون گفت: 
این یک خبر بسیار غم‌انگیز برای میلیون‌ها هوادار مایکل جکسون در انگلیس و در سراسر جهان است.
دیوید کامرون، رهبر مخالف محافظه کار گفت: 
من می‌دانم که هواداران مایکل جکسون در انگلیس و در سراسر جهان امروز ناراحت خواهند شد. علی‌رغم اختلافات، او یک سرگرم‌کننده افسانه ای بود. همه در این زمان به فکر خانواده خود به خصوص فرزندان خود خواهند بود.
هواداران روسی در مقابل سفارت آمریکا در مسکو برای عزاداری جمع شدند، وزیر فرهنگ فرانسه، فردریک میتران گفت: «ما همه یک مایکل جکسون داریم.» الیزابت تیلور، دوست نزدیک و قدیمی جکسون گفت که او نمی‌تواند زندگی را بدون مایکل تصور کند.
یک روز بعد از درگذشت جکسون، شهردار ریودوژانیرو اعلام کرد که این شهر مجسمه ای از وی را برپا می‌کند. جکسون در سال ۱۹۹۶ از این شهر بازدید کرد و موزیک ویدئو " آنها به ما اهمیتی نمی‌دهند " را در آنجا فیلمبرداری کرد. شهردار گفت که جکسون کمک کرده‌است تا جامعه به "الگویی برای توسعه اجتماعی " تبدیل شود.
یان ماکس ستون‌نویس فیگارو در یادداشتی نوشت: «اگرچه مایکل مثل نمادی که برای خود ساخت، مون واک، زندگی را وارونه طی کرد اما در مرگش همه، با وجود تفاوت‌هایی که داشتند، یکسان اشک ریختند.»
جامعهٔ هنرمندان ایران نیز از مرگ او ابراز ناراحتی کردند. محمدرضا لطفی کسی بود که در پی این حادثه، مقاله‌ای را در روزنامهٔ اعتماد به چاپ رساند. او مایکل جکسون را این‌گونه شرح می‌دهد: «مهم این نیست که او مسلمان شده یا مسیحی مانده یا چه دینی را انتخاب کرده؛ مهم این است که او یک انسان مانده و مهر و علاقهٔ او به صلح و دوستی باعث ایجاد موسیقی‌های گوناگون شده که تأثیرش را هرگز نمی‌توان کتمان کرد … به هرحال [ما] در جهانی زندگی می‌کنیم که فشار بر خردمندان و هنرمندان اندیشمند و متعهد بیشتر شده و اگر جهان اینچنین شتابان به حرکت خود ادامه دهد، همه باید منتظر حوادث ناگوارتری مانند جنگ هسته‌ای باشیم. در این شرایط است که مایکل جکسون‌ها و جان لنونها می‌میرند تا قادر نباشند روح مردم را به صلح بیشتری برسانند … مایکل جکسون از این دنیا رفت اما خیلی زود؛ با اینکه مرگ زودرسش شبههٔ
زیادی به وجود آورد».
در نهایت و پس از تمام آن فراز و نشیب‌ها، ترانه‌ها و رقص‌ها، اشک‌ها و لبخندها، داستان زندگی مایکل جکسون با این جمله از بیانیهٔ خانواده‌اش برای همیشه به پایان رسید: «پسر، برادر، و پدر سه فرزند محبوب‌مان، به طرز غم‌انگیز و غیرمنتظره‌ای از میان ما رفت»

### نامگذاری حفره‌ای در سطح ماه به نام جکسون

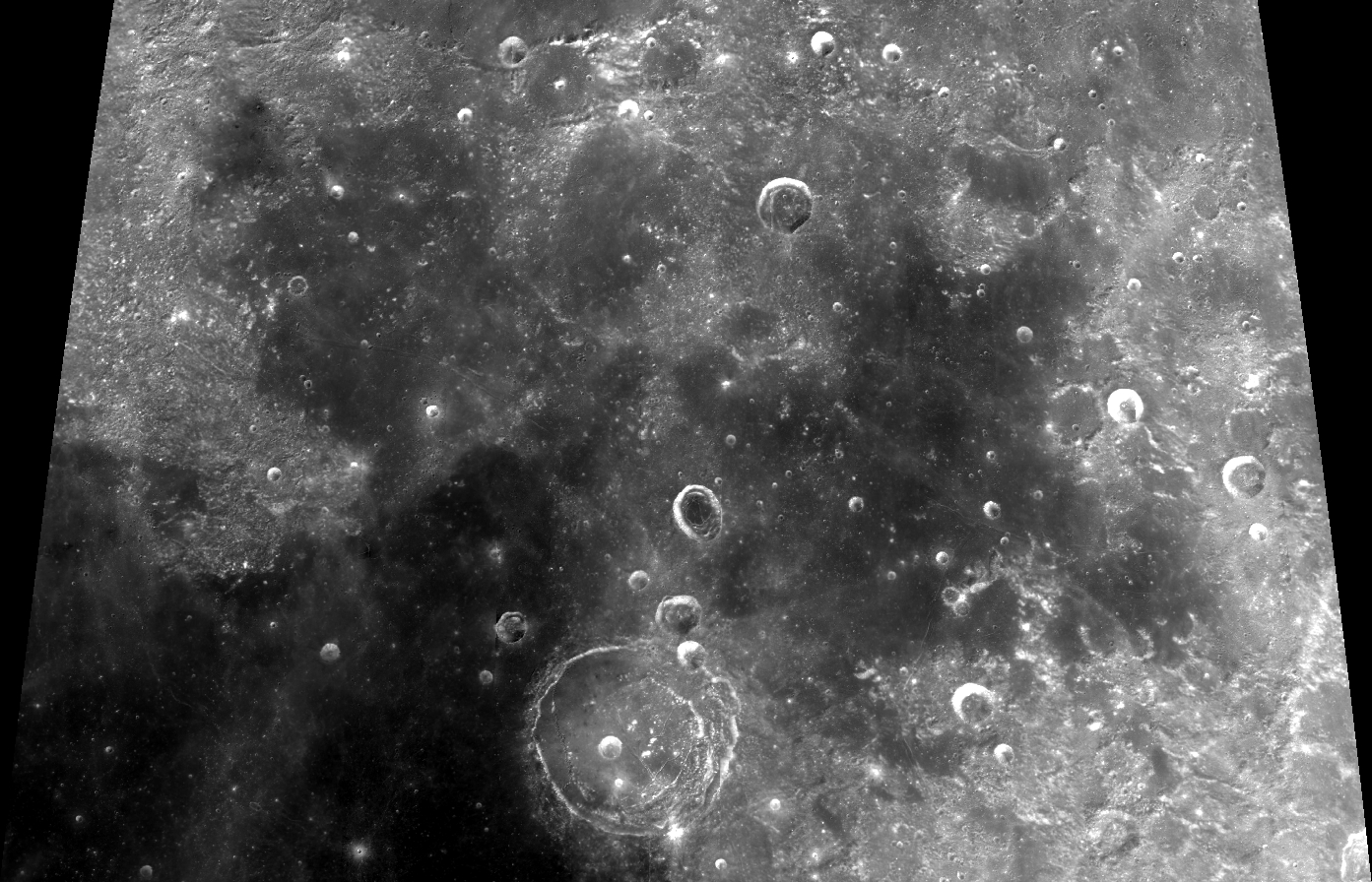
حفرهٔ مایکل جکسون

در اوایل ژوئیه ۲۰۰۹ انجمن اکتشافات ماه (به انگلیسی: Lunar Republic Society) برجسته‌ترین و بزرگ‌ترین گروه حامی اکتشافات علمی در سطح ماه، حفره‌ای با قطر ۲۲ کیلومتر و عمق ۶۵۰ متر را به نام «مایکل جوزف جکسون» بر روی ماه نامگذاری کردند. حفرهٔ مایکل جکسون، یکی از حفره‌های دهانهٔ پسیدنیوس است. این حفره در دریاچهٔ رؤیاها (به انگلیسی: Lake of Dreams) قرار دارد و با یک تلسکوپ خانگی از سطح زمین قابل رویت است. مایکل جکسون یکی از بزرگ‌ترین ملک‌داران ماه است. او در سال ۲۰۰۵ چندین زمین به ارزش ۳۳ هزار دلار در سطح ماه خرید. (زمین نامگذاری شده به نام مایکل از املاک وی نیست) سخنگوی این انجمن گفت: «داشتن حفره‌ای نامگذاری شده در سطح ماه، افتخار منحصربه‌فردی است که به تعداد اندکی از شخصیت‌های ارزشمند تاریخ جهان تعلق گرفته‌است. از آن میان می‌توان به لئوناردو دا وینچی، کریستف کلمب، اسحاق نیوتون، ژولیوس سزار و ژول ورن اشاره کرد».

## واژه‌نامه
1. 1 2  Holmby Hills, Los Angeles
2. ↑  Forest Lawn